# Place de l'Église-de-l'Assomption
La place de l'Église-de-l'Assomption est une voie située dans le quartier de la Muette du 16e arrondissement de Paris.

## Situation et accès
La place de l'Église-de-l'Assomption est desservie au plus proche, dans l'avenue Mozart, par la ligne 9 du métro de Paris à la station Ranelagh.

## Origine du nom
Cette place doit son nom du voisinage de l'église Notre-Dame-de-l'Assomption.

## Historique
La place est créée et prend sa dénomination actuelle en 1954.

## Bâtiments remarquables et lieux de mémoire
- L'église Notre-Dame-de-l'Assomption.